# Виктор Шећероски
Виктор Б. Шећеровски je песник, есејиста, књижевни критичар и преводилац. Рођен је 1942. године у селу Радожди поред Струге, у Краљевини Албанији (данас Северна Македонија).

## Биографија
Од своје друге године живи у Београду. Дипломирао је на Факултету организационих наука у Београду. Био је дугогодишњи директор издавачке куће Графос и Југограф из Београда. Сада је уредник у ИК Сипа из Београда и директор Новинске установе „Македонског информативно - издавачког центра у Србији. 

## Радови
Пише на српском и македонском језику. Аутор је више књига, од којих:
- Време гласних самоћа,
- Ковчег за самоћу,
- Промена простора,
- Време иза зида,
- Критичари о поезији Десанке Максимовић, (заједно са Милорадом Р. Блечићем)
- Београд између песме и сунца и друге.

Превео је више десетина гњига са македонског на српски и обратно. Члан је Удружења писаца Србије и Македоније. Уредник је у новоформираној ревији Македонска виделина, која на македонском језику излази једном месечно и одгорни уредник часописа за књижевност културу и уметност ВИДЕЛО. Тренутно врши функцију директора и гл. и одговорног уредника у Новинско информативном и издавачком центру, са седиштем у Панчеву, формираном 2008. године од стране Националног савета македонаца, политичке асоцијације, која заступа македонску националну мањину у Србији. Добитник је књижевне награде Исељеничка грамота, за 2008. годину за песничку књигу Отмене празнине,(ФЕНИКС, Скопље), коју. додељује Маица исељеника Р. Македоније и Годишње награде за допринос у стваралаштву и култури за 2008. годину, коју додењује Македонски информативно издавачки центар у саставу Националног савеуа Македонаца у Србији.